# COMINTAL
COMINTAL (Compagnie des infrastructures de télécom Algérie) est une entreprise publique économique algérienne, son but principal est de commercialiser de l’infrastructure de fibre optique noire des réseaux optiques de ses fournisseurs.

## Historique
Lors de sa création en 2007, COMINTAL était Société par Actions à parts égales dont (50 % pour Sonatrach, 50 % pour Sonelgaz).
En 2013, COMINTAL devient une filiale d'Algérie Télécom, actionnaire majoritaire (55 %) avec d'autres actionnaires : Sonatrach (20 %), Sonelgaz (20 %) et (5 %) pour la Société nationale des transports ferroviaires (SNTF).
En 2017 après la création du Groupe Telecom Algérie, ce dernier devient un holding qui détient Algérie télécom (actionnaire majoritaire de COMINTAL).

## Direction
(mars 2024).
- Mohamed Said Boukli-Hacene (2007–2015)
- Kada Kerroum (2015-2018)
- Ahmed Bouchareb[3] (2018-)
- Azzazene à partir du 05.11.2024